# Lago Brugneto
Lago Brugneto este o arie protejată (arie specială de conservare — SAC, sit de importanță comunitară — SCI) din Italia întinsă pe o suprafață de 767 ha, integral pe uscat.

## Localizare
Centrul sitului Lago Brugneto este situat la coordonatele 44°32′00″N 9°12′00″E / 44.533333°N 9.2°E.

## Înființare
Situl Lago Brugneto a fost declarat sit de importanță comunitară în iunie 1995 pentru a proteja 77 de specii de animale. Situl a fost protejat și ca arie specială de conservare în octombrie 2016.

## Biodiversitate
Situată în ecoregiunea continentală, aria protejată conține 7 habitate naturale: Păduri aluvionare cu Alnus glutinosa și Fraxinus excelsior (Alno-Padion, Alnion incanae, Salicion albae), Fânețe de joasă altitudine (Alopecurus pratensis, Sanguisorba officinalis), Păduri de fag Luzulo-Fagetum, Păduri de stejar alb estice, Pajiști uscate seminaturale și facies de acoperire cu tufișuri pe substraturi calcaroase (Festuco-Brometalia) (* situri importante pentru orhidee), Păduri de Castanea sativa, Pajiști uscate europene.
La baza desemnării sitului se află mai multe specii protejate:
- păsări (68): uliu păsărar (Accipiter nisus), fluierar de munte (Actitis hypoleucos), pițigoi codat (Aegithalos caudatus), ciocârlie-de-câmp (Alauda arvensis), Alectoris rufa, rață mare (Anas platyrhynchos), fâsă de pădure (Anthus trivialis), lăstunul mare (Apus apus), acvilă de munte (Aquila chrysaetos), stârc cenușiu (Ardea cinerea), ciuf-de-pădure (Asio otus), cucuvea (Athene noctua), șorecarul comun (Buteo buteo), caprimulg (Caprimulgus europaeus), sticlete (Carduelis carduelis), Certhia brachydactyla, florinte (Chloris chloris), mierla de apă (Cinclus cinclus), șerpar (Circaetus gallicus), erete de stuf (Circus aeruginosus), porumbel gulerat (Columba palumbus), cioară grivă (Corvus cornix), cioară neagră (Corvus corone), prepeliță (Coturnix coturnix), cuc (Cuculus canorus), pițigoi albastru (Cyanistes caeruleus), ciocănitoare pestriță mare (Dendrocopos major), Dryobates minor, măcăleandru (Erithacus rubecula), șoimul rândunelelor (Falco subbuteo), cinteză (Fringilla coelebs), Fringilla montifringilla, gaiță (Garrulus glandarius), rândunică (Hirundo rustica), capîntortură (Jynx torquilla), sfrâncioc roșiatic (Lanius collurio), sfrânciocul cu frunte neagră (Lanius minor), Larus michahellis, câneparul (Linaria cannabina), gaia neagră (Milvus migrans), codobatură galbenă (Motacilla alba), codobatură de munte (Motacilla cinerea), muscar sur (Muscicapa striata), pietrar sur (Oenanthe oenanthe), pițigoi mare (Parus major), pițigoi de brădet (Periparus ater), codroșul de pădure (Phoenicurus phoenicurus), pitulice de munte (Phylloscopus collybita), ciocănitoarea verde (Picus viridis), Ptyonoprogne rupestris, mugurarul (Pyrrhula pyrrhula), aușel sprâncenat (Regulus ignicapilla), mărăcinar (Saxicola rubetra), mărăcinar negru (Saxicola torquatus), cănăraș (Serinus serinus), țiclete (Sitta europaea), scatiu (Spinus spinus), huhurez mic (Strix aluco), silvie cu cap negru (Sylvia atricapilla), silvie de zăvoi (Sylvia borin), silvie de câmp (Sylvia communis), pănțărușul (Troglodytes troglodytes), sturzul viilor (Turdus iliacus), mierlă (Turdus merula), sturz-cântător (Turdus philomelos), sturz (Turdus pilaris), strigă (Tyto alba), pupăză (Upupa epops)
- mamifere (4): liliac cârn (Barbastella barbastellus), lupul (Canis lupus), liliac cu aripi lungi (Miniopterus schreibersii), liliac cărămiziu (Myotis emarginatus)
- nevertebrate (2): Austropotamobius pallipes, Euplagia quadripunctaria
- pești (3): Barbus plebejus, Cobitis bilineata, Telestes muticellus

Pe lângă speciile protejate, pe teritoriul sitului au mai fost identificate 4 specii de plante, 2 specii de păsări, 3 specii de amfibieni, 6 specii de mamifere, 2 specii de nevertebrate, 1 specie de pești, 3 specii de reptile.